# Municipio de Virgil (Illinois)
El municipio de Virgil (en inglés: Virgil Township) es un municipio ubicado en el condado de Kane en el estado estadounidense de Illinois. En el año 2010 tenía una población de 1937 habitantes y una densidad poblacional de 21,35 personas por km².

## Geografía
El municipio de Virgil se encuentra ubicado en las coordenadas 41°56′10″N 88°32′51″O / 41.93611, -88.54750. Según la Oficina del Censo de los Estados Unidos, el municipio tiene una superficie total de 90.71 km², de la cual 90,69 km² corresponden a tierra firme y (0,03 %) 0,02 km² es agua.

## Demografía
Según el censo de 2010, había 1937 personas residiendo en el municipio de Virgil. La densidad de población era de 21,35 hab./km². De los 1937 habitantes, el municipio de Virgil estaba compuesto por el 94,84 % blancos, el 0,72 % eran afroamericanos, el 0,67 % eran amerindios, el 0,46 % eran asiáticos, el 1,96 % eran de otras razas y el 1,34 % eran de una mezcla de razas. Del total de la población el 4,75 % eran hispanos o latinos de cualquier raza.